# 圣桑福里安德马安
圣桑福里安德马安（法語：Saint-Symphorien-de-Mahun，法語發音：[sɛ̃ sɛ̃fɔʁjɛ̃ də maœ̃]）是法国阿尔代什省的一个市镇，位于该省北部，属于罗讷河畔图尔农区。

## 地理
圣桑福里安德马安（45°9'51"N, 4°33'36"E）面积19.32 平方千米，位于法国奥弗涅-罗讷-阿尔卑斯大区阿尔代什省，该省份为法国东南部内陆省份，北起顺时针与卢瓦尔省、伊泽尔省、德龙省、沃克吕兹省、加尔省、洛泽尔省和上盧瓦爾省接壤。
与圣桑福里安德马安接壤的市镇（或旧市镇、城区）包括：拉卢韦斯克、圣于连沃康斯、杜河畔圣皮埃尔、萨蒂略、沃康斯。

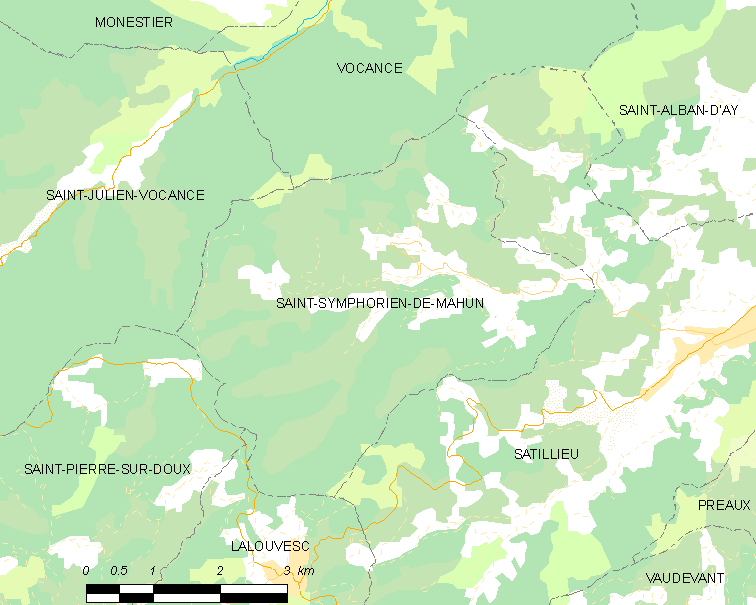
圣桑福里安德马安的OSM定位图

圣桑福里安德马安的时区为UTC+01:00、UTC+02:00（夏令时）。

## 行政
圣桑福里安德马安的邮政编码为07290，INSEE市镇编码为07299。

## 政治
圣桑福里安德马安所属的省级选区为上维瓦赖县。

## 人口

1962-2008年间圣桑福里安德马安人口变化图示

圣桑福里安德马安于2022年1月1日时的人口数量为117人。